# Академія зовнішньої розвідки

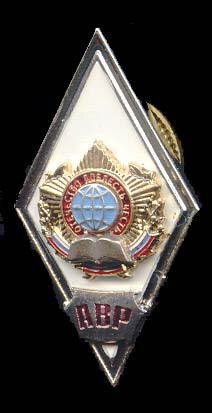
Знак випускника вишколу АЗР

Акаде́мія зо́внішньої ро́звідки, АЗР (рос. Академия внешней разведки, АВР) — військовий вищий навчальний заклад, що здійснює підготовку кадрового офіцерського оперативного складу Служби зовнішньої розвідки Росії та інших російських спецслужб.
Розташована у Челобітьєво Митищенського міського округу Московської області.

## Історія
- Академія заснована в 1938 році як «Школа особливого призначення, ШОП» (рос. ШОН, Школа особого назначения).
- У 1943 р ШОП перейменували в Розвідувальну школу «РАШ» від рос. разведшкола 1-го Управління Народного комісаріату державної безпеки СРСР.
- З вересня 1948 «РАШ» перейменували у Вищу розвідувальну школу (ВРШ). У листуванні в системі КДБ СРСР і в побуті її ще називали «101-ю школою».
- 19 грудня 1967 р. за внесок вихованців ВРШ у забезпечення безпеки держави «СРСР» її нагородили орденом Червоного Прапора.
- У 1968 р. Вищу розвідувальну школу перетворили в Червонопрапорний інститут (ЧІ) рос. КИ, Краснознамённый институт КДБ СРСР з юридичними правами вищого навчального закладу. Після смерті Юрія Андропова ЧІ присвоїли його ім'я: Червонопрапорний імені Ю. В. Андропова інститут КДБ СРСР. Перебував у підпорядкуванні Першого головного управління (зовнішньої розвідки) до жовтня 1991 року, потім Центральної служби зовнішньої розвідки СРСР.
- У грудні 1994 р. названо «Академією зовнішньої розвідки» (АЗР). Інститут перейшов у підпорядкування Служби зовнішньої розвідки Росії та інших російських спецслужб.

## Відомі провали
- Секретар партбюро КПРС курсу, випуску АЗР 1987 року Основного факультету ЧІ КДБ СРСР Бутков Михайло (втік у Велику Британію).
- Секретар парткому КПРС ЧІ КДБ СРСР В. О. Пігузов (розстріляний за співпрацю із ЦРУ).

## Відомі випускники
- Путін Володимир Володимирович
- Наришкін Сергій Євгенович
- Іванов Сергій Борисович
- Лебедєв Олександр Євгенович

## Навчання
Як пояснює викладач академії, полковник у відставці Михайло Фролов:
«Навчання в нашому інституті - свого роду випробувальний полігон. Ось я, наприклад, викладав мистецтво розвідки. Що це означає? Це вміння входити в контакт з людьми, вміння вибирати потрібних нам людей, уміння ставити питання, які цікавлять нашу країну і наше керівництво, вміння, якщо хочете, бути психологом. Тому нам доводилося вивчити слухача настільки, щоб поручитися за нього, як за свою праву руку. А в кінці навчання на кожного випускника ми писали характеристики, які і визначали його долю»
Про вступ до Академії генерал Голубєв: «Відбирають здатних працювати в розвідці ... З кандидатом на прийом в Академію розвідки - а туди надходять люди тільки з вищою освітою - працюють мінімум протягом півроку. Вивчають, перевіряють, розмовляють ... В академію здають іспити - з іноземної мови, з інших предметів, проходять тестування ... До речі, вступник повинен вільно володіти яким-небудь іноземною мовою, а за час навчання йому дають ще один або два».